# 二鋰
二鋰，又稱重鋰、雙鋰或雙原子鋰，化學式Li2, 是一種強親電體的雙原子分子，包含兩個鋰原子以共價鍵結合束縛在一起。目前只發現氣態的二鋰。其他相態的二鋰尚未被合成也沒有被觀測到，但有在一些虛構作品中被引用，如《星艦奇航記》（Star Trek）。
二鋰具有1的鍵序，兩個鋰原子距離為267.3 pm，鍵能為101 kJ mol−1，其價電子組態為σ2。
目前已觀測到二鋰少量的存在氣態鋰中，佔的質量比約為1%，可以視為鋰的同素異形體之一，有如碳之於雙原子碳，存在氣態碳中，但目前並未觀測到以其他相態存在的二鋰。在氣態鋰中，含有兩個以上的鋰原子共價鍵結合在一起的分子確實存在，儘管數量非常少。鋰原子其他數量的團簇也被觀測到，最常見的結構是Li6。
在最輕穩定的中性同核雙原子分子——氫氣（H2）之後，鋰是在物理、化學和電子結構理論研究上一種非常重要模型系統的基礎。它是在電子態經驗勢能曲線的準確性和完整性方面最徹底的特例化合物。目前實證分析勢能曲線是由滑鐵盧大學的羅伯特·J·勒羅伊教授和牛津大學的Nikesh S. Dattani教授構建的X-state、a-state、A-state、c-state、B-state、2d-state、和l-state、E-state還有F-state為主，但最可靠的分析勢能曲線則是Morse/Long-range的版本。

## 圖表
| 電子組態 （能階） | 光譜符號 | 分子術語符號 | 鍵長 （pm）      | 離解能 （cm−1）  | #鍵的振動能級 | 散射長度 （埃） | 參考文獻 |
| ----------------- | -------- | ------------ | ---------------- | ---------------- | ------------- | --------------- | -------- |
| 基態              | X        | 1Σg+         | 267.298 74(19)   | 8 516.780 0(23)  | 39            |                 | [ 4 ]    |
| 2                 | a        | 13Σu+        | 417.000 6(32)    | 333.779 5(62)    | 11            |                 | [ 5 ]    |
| 3                 | b        | 13Πu         |                  |                  |               |                 | [ 9 ]    |
| 4                 | A        | 1Σg+         | 310.792 88(36)   | 9 353.179 5 (28) | 118           |                 | [ 4 ]    |
| 5                 | c        | 13Σg+        | 306.543 6(16)    | 7093.4926(86)    | 104           |                 |          |
| 6                 | B        | 1Πu          | 293.617 142(310) | 298 4.444        | 118           |                 |          |
| 7                 | E        | 3(?)1Σg+     |                  |                  |               |                 | [ 10 ]   |

## 在大眾文化中

### 星艦迷航記
在《星艦迷航記》中，太空飛船超光速旅行的曲速引擎就得用到二鋰（Dilithium）礦結晶。二鋰能夠在高溫和高電磁場下控制物質-反物質反應。銀河系中只有少數星球有二鋰礦，因此這是一種稀少珍貴的資源。在現實生活中，二鋰（Dilithium）的確存在，指的是兩個鋰原子以共價鍵連接的分子。